# Мохаммад Алаві
Мохаммад Алаві (перс. محمد علوی) — американський ігровий дизайнер, який найбільше відомий за свою працю над серією Call of Duty в студії Infinity Ward у 2004—2010 роках. Алаві створив такі знакові місії в серії, як «Crew Expendable» та «All Ghillied Up» для Modern Warfare, а також «No Russian» для Modern Warfare 2. У 2010 році він приєднався до Respawn Entertainment, де працював до січня 2022-го. Після цього Алаві приєднався до Wildlight Entertainment.

## Біографія

### Раннє життя
Мохаммад Алаві народився в Тегерані, Іран, та іммігрував зі своєю сім'єю до США через ірано-іракську війну у 1980-х роках. Алаві відвідував школу в Ричмонді, Вірджинія. Він закінчив Політехнічний університет Вірджинії зі ступенем бакалавра у галузі біології та хімії, плануючи стати лікарем, як і його брат та сестра. Алаві також розвинув інтерес до «моддинґу», створивши свої перші ігрові карти в редакторі рівнів Duke Nukem 3D, а згодом зайнявся модами до Quake, Half-Life та Counter-Strike. За кілька тижнів до закінчення університету він виявив, що журнал PC Gamer опублікував статтю про моддерів, яка також включала одну з його власних робіт. Попри те, що його вже прийняли до медичної школи у 2002 році, така увага спонукала Алаві вступити до університету Фулл Сейл у Вінтер-Парку, Флорида, де він отримав ступінь у галузі ігрового дизайну й невдовзі переїхав до Лос-Анджелесу в пошуках роботи.

### Кар'єра

#### Infinity Ward (2004—2010)
У 2004 році він подав заявку на місце програміста в Infinity Ward, дочірнього підприємства компанії Activision, проте з огляду на його репутацію моддера студія запропонувала йому місце дизайнера рівнів. Він приєднався до розробки Call of Duty 2 під час якої створив жартівливу навчальну частину з киданням картоплі замість гранати. Згодом Алаві почав працювати над рівнями для Call of Duty 4: Modern Warfare, зокрема «Crew Expendable» та «All Ghillied Up». Керівники розробки спочатку відхилили його дизайн для «Crew Expendable» через технічні труднощі, але Алаві вирішив працювати по 18 годин протягом трьох тижнів, включно з неробочим часом, таємно створюючи рівень. Коли керівники дізналися про це і побачили результат його праці, то вирішили додати рівень у гру. Алаві також самотужки написав весь необхідний код для «All Ghillied Up», що відбувається в Прип'яті. Рівень став першим у серії, коли неігрові персонажі були здатні до стелсу, а його код було використано як основу для штучного інтелекту Call of Duty: Modern Warfare 2. «All Ghillied Up» був визнаний критиками одним із найкращих рівнів в історії відеоігор та отримав високу оцінку за свою атмосферу, темп та свободу вибору.
Після випуску Modern Warfare Алаві став частиною команди розробників продовження, Modern Warfare 2. Він брав активну участь у розробці рівня «No Russian», включно з програмуванням штучного інтелекту та режисеруванням захоплення руху для анімації персонажів. Хоча Modern Warfare 2 здобула загальне визнання після випуску, журналісти різко розкритикували зміст «No Russian». Рівень спричинив суперечки через те, що гравці могли безпосередньо брати участь у масовій стрільбі з боку терористів, і став популярною темою як ігрових, так і великих новинних видань, як-от Associated Press та The Guardian. Відтоді журналісти обговорювали важливість «No Russian» для індустрії відеоігор.
Після того, як Activision звільнила співзасновників Infinity Ward Джейсона Веста і Вінса Зампелла в березні 2010 року, Алаві вирішив звільнитися, разом із багатьма іншими співробітниками студії.

#### Respawn Entertainment (2010—2022)
У травні 2010 року Алаві приєднався до Respawn Entertainment, яка була заснована у квітні Вестом і Зампелла та складалася здебільшого з колишніх співробітників Infinity Ward. Він вів активну роботу з розробки штучного інтелекту, ігрового процесу та дизайну Titanfall, першої частини однойменної серії, і виконав захоплення руху як актор. Алаві також працював над наративною стороною гри, наполягаючи на довших та різноманітних вступах до кожної ігрової карти. Щоби переконатися, що це може бути реалізовано в рамках бюджету, він кілька днів створював вступ для карти «Airbase». Пізніше Алаві став старшим ігровим директором Titanfall 2 та провідним наративним дизайнером Apex Legends. У 2021 році було повідомлено, що Respawn формує невелику команду для розробки нової інтелектуальної власності на чолі з Алаві, який став креативним директором проєкту. У січні 2022 року він заявив, що вирішив піти зі студії. У лютому стало відомо, що Алаві працював над скасованою однокористувацькою грою із серії Titanfall, що мала кодову назву Titanfall Legends, керуючи командою з приблизно 50 осіб.

#### Wildlight Entertainment (з 2022)
Після Respawn Алаві приєднався до студії Wildlight Entertainment, яка була заснована того ж року і складається зі співробітників, більшість з яких раніше працювали в Respawn.

## Праці
| Рік  | Назва                          | Обов'язки                                           | Студія                  |
| ---- | ------------------------------ | --------------------------------------------------- | ----------------------- |
| 2004 | Call of Duty: United Offensive | дизайнер рівнів                                     | Gray Matter Interactive |
| 2005 | Call of Duty 2                 | дизайнер рівнів, скриптинг ігрового процесу, моделі | Infinity Ward           |
| 2007 | Call of Duty 4: Modern Warfare | дизайнер, скриптинг, моделі                         | Infinity Ward           |
| 2009 | Call of Duty: Modern Warfare 2 | дизайнер, скриптинг                                 | Infinity Ward           |
| 2014 | Titanfall                      | дизайнер                                            | Respawn Entertainment   |
| 2016 | Titanfall 2                    | старший ігровий дизайнер                            | Respawn Entertainment   |
| 2019 | Apex Legends                   | провідний наративний дизайнер                       | Respawn Entertainment   |
| Н/Д  | Неанонсований проєкт           | Н/Д                                                 | Wildlight Entertainment |